# Ferrovia Retica
La Ferrovia Retica (in tedesco Rhätische Bahn [RhB], sigla utilizzata nel logo della società, e  Viafier retica in romancio) è una compagnia ferroviaria che gestisce una rete di ferrovie a scartamento ridotto (1000 mm) nel cantone svizzero dei Grigioni.

## Settori di attività
La FR opera sia in qualità di impresa ferroviaria, svolgendo servizi regionali a breve e media percorrenza sia quale gestore dell'infrastruttura della rete a scartamento ridotto per conto del Cantone. L'impresa è altresì impegnata nell'attività di promozione turistica di alcuni dei servizi da essa svolti.
La produzione di FR consiste nei seguenti servizi regolari:

Mappa della rete

- servizio veloce Coira – Sankt Moritz
- servizio locale Thusis – Coira – Landquart – Schiers
- servizio locale Coira – Disentis
- servizio veloce Coira – Landquart – Klosters – Davos
- servizio espresso regionale (RX) Landquart – Scuol-Tarasp attraverso la galleria Vereina
- servizio locale Coira – Arosa
- servizio locale Scuol-Tarasp – Samedan – Pontresina
- servizio locale Sankt Moritz – Tirano (Italia)
- servizio locale Davos Platz – Filisur
- trasporto veicoli attraverso il Vereina Tunnel: Klosters - Sagliains
- trasporto veicoli attraverso il Albula Tunnel: Thusis - Samedan

Il traffico gestito dalla Ferrovia Retica (dati del 2002) è stimato in 300.000.000 passeggeri-chilometro e 54.000.000 tonnellate-chilometro di merci.
Alcuni dei servizi turistici sono promossi con un nome commerciale: fra i più noti di essi figurano il Bernina Express, sull'itinerario Coira /Landquart-Sankt Moritz-Tirano e il Glacier Express sulla direttrice Zermatt-Coira/Sankt Moritz/Davos.

## Storia
La costituzione della Ferrovia Retica si deve all'iniziativa di un olandese di nome, Willem-Jan Holsboer, che fu il promotore principale della linea ferroviaria da Landquart a Davos, prima della rete. La società fu fondata il 7 febbraio 1888 con il nome Schmalspurbahn Landquart-Davos AG (LD). Inizialmente si pensò di costruire una ferrovia a cremagliera per superare le pendenze presenti sul percorso. Fu progettata anche una variante con tre tornanti. Entrambi i progetti furono abbandonati a causa del successo della ferrovia del San Gottardo e fu decisa la costruzione di una linea ferroviaria tradizionale. La costruzione cominciò il 29 giugno 1888.

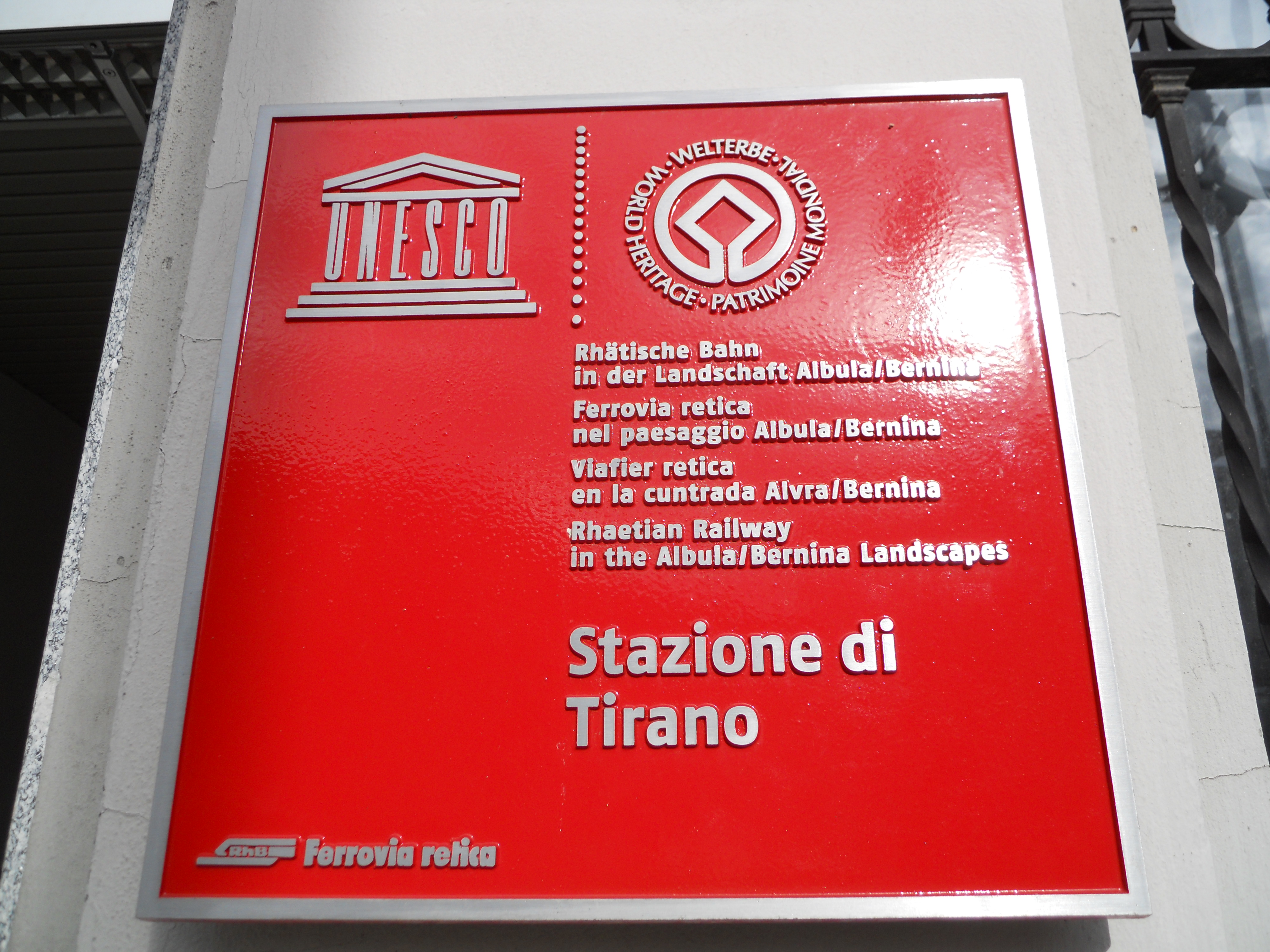
Targa alla Stazione di Tirano

Nel 1889 fu aperta la tratta tra Landquart e Klosters e dopo otto mesi fu aperto anche il tratto finale fino a Davos. In seguito ai progetti di espansione di Holsboer che intendeva allargare le linee ad altre zone del canton Grigioni la ragione sociale venne modificata e nel 1895 la società assunse il nome attuale. Il poeta Simon Caratsch nella poesia La Ferrovia del Scaletta commentò in modo fortemente ironico che la società si era fatta rilasciare concessioni per un gran numero di linee, ma che i lavori effettivi procedevano a rilento. Nel 1942 la RhB assorbì la Società della Ferrovia Elettrica Bellinzona-Mesocco (BM) e la Chur-Arosa-Bahn (ChA), con effetto retroattivo al 31 dicembre 1941, e nel 1944 (con effetto retroattivo al 31 dicembre 1942) la Berninabahn (BB). La società è quasi interamente di proprietà pubblica con partecipazioni dello Stato federale e del Cantone, con solo una percentuale del 5% in mano a privati. Nel 2008 il personale dell'azienda assommava a 1.348 persone.
Le linee ferroviarie dell'Albula e del Bernina tra Thusis e Tirano (sul cui percorso transita in gran parte il Bernina Express) sono state inserite nella lista dei patrimoni dell'umanità dell'UNESCO il 7 luglio 2008 come esempi tecnicamente avanzati di gestione del paesaggio di alta montagna e come ferrovie a scartamento ridotto più spettacolari del mondo. Si tratta di uno dei tre tracciati ferroviari presenti nella lista dell'UNESCO. Gli altri due si trovano in Austria e in India. La richiesta di riconoscimento era stata inizialmente impostata solo sulla linea dell'Albula; la protesta della popolazione della val Poschiavo e la considerazione che la linea del Bernina, non avendo che brevi trafori, è in gran parte a cielo aperto, con aspetti panoramici veramente ragguardevoli, ha fatto includere anche la ferrovia del Bernina.

### Linee non realizzate
Nei primi del 900 erano in previsione diverse linee rimaste su carta o non realizzate:
- La Chiavenna-Sankt Moritz (ferrovia del Maloja o nota come Bergeller Bahn[8][9]) doveva essere una linea che collegasse l'Italia e la Svizzera passando per il Maloja. I lavori di costruzione erano iniziati, ma a seguito della prima guerra mondiale i lavori non furono completati.
- La Mesocco-Thusis (ferrovia del San Bernardino) era un progetto di prolungamento della ferrovia Bellinzona-Mesocco, destinato a rimanere sulla carta a causa dell'orientamento del Consiglio federale contrario sin dai primi del Novecento ad una linea alternativa a quella del Gottardo[10], anche se nel decreto federale del 2 febbraio 1923[11] l'Assemblea Federale aveva dato il consenso della concessione per la costruzione e l'esercizio ferroviario secondo il Consiglio federale del 19 giugno 1922[12], era anche previsto un ulteriore prolungamento con la stazione di Bellinzona RhB con quella delle FFS, ma a causa dell'aumento urbanistico della città, il progetto non venne mai realizzato[13].
- La Scuol-Tösens era in progetto; la stazione di Tösens, mai realizzata, avrebbe dovuto essere posta sulla ferrovia del Resia[14]. Inizialmente il capolinea doveva essere a Nauders con una linea di circa 31 km, successivamente si decise di farlo a Pfunds, ma il progetto venne ulteriormente dettagliato nel 1909 spostando il capolinea della linea a scartamento metrico per la Svizzera da Pfunds a Tösens.
- La Davos-Sankt Moritz era un progetto che prevedeva il passaggio dallo Scalettapass[15] per raggiungere l'Engadina, (sostituito dalla ferrovia dell'Albula realizzata nel 1904) per poi proseguire per il Maloja per raggiungere Chiavenna, con una linea anch'essa non realizzata.
- La Tirano-Edolo, interamente in territorio italiano ma sempre ad opera degli Svizzeri, che avrebbe dovuto mettere in collegamento, attraverso il Passo dell'Aprica, la cittadina valtellinese con il centro dell'alta Valcamonica (dove la ferrovia era appena arrivata), indi il Lago d'Iseo, Brescia, Verona e Venezia.

## Dati societari

### Infrastrutture esercite

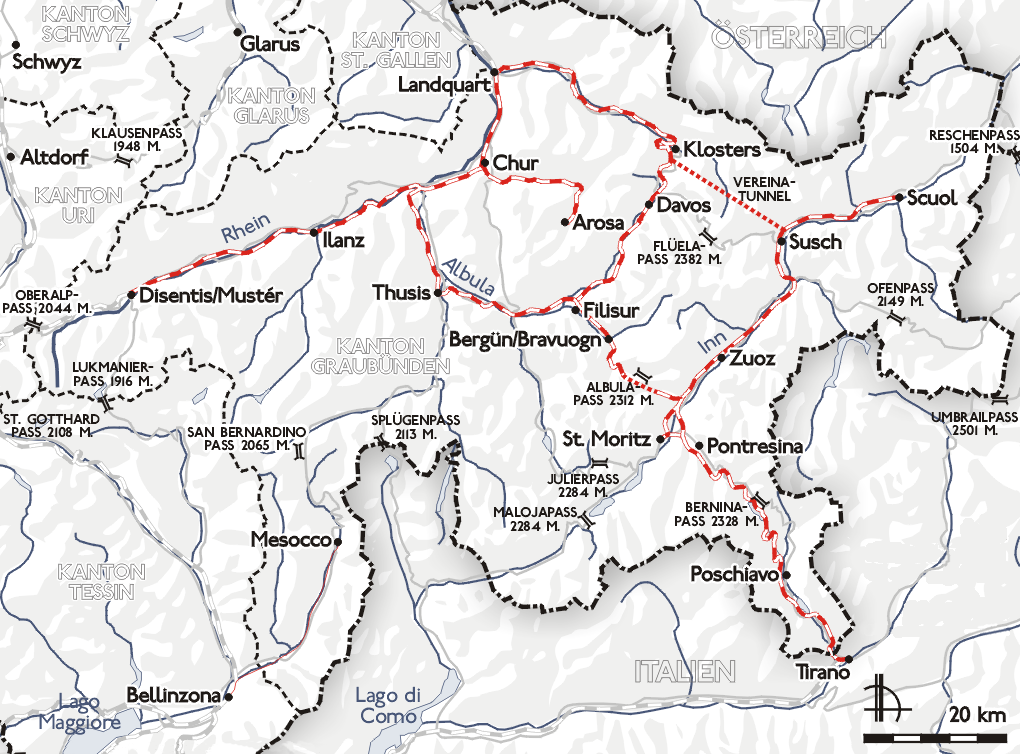
La mappa delle ferrovie gestite dalla società.

La rete gestita, a scartamento metrico, è lunga circa 384 km di cui 61 elettrificati in corrente continua a 1000 V (la linea Tirano-Sankt Moritz) e 323 elettrificati in corrente alternata a 11000 V (16 2/3 Hz).
Lungo di essa si trovano 84 gallerie (di cui quella del Vereina da 19,042 km - la più lunga d'Europa a scartamento ridotto - e quella dell'Albula da 5,865 km) e 383 tra ponti e viadotti. La pendenza massima della rete a corrente alternata è del 4,5%; quella della linea del Bernina raggiunge il 7%.
I punti di collegamento con le altre linee ferroviarie sono a Landquart, a Untervaz-Trimmis e a Coira con le Ferrovie Federali Svizzere, a Disentis/Mustér con la Matterhorn Gotthard Bahn MGB e a Tirano con le Rete Ferroviaria Italiana. Le stazioni tiranesi di RFI e FR sono adiacenti ma distinte.
Le linee esercite sono le seguenti:
- Coira-Arosa
- Davos-Filisur
- Klosters-Sagliains (ferrovia del Vereina)
- Landquart-Coira-Thusis
- Landquart-Davos
- Pontresina-Scuol-Tarasp (ferrovia dell'Engadina)
- Reichenau-Disentis
- Tirano-Sankt Moritz (ferrovia del Bernina)
- Thusis-Sankt Moritz (ferrovia dell'Albula)

Fino al 1972 la FR gestiva anche la tratta Bellinzona-Mesocco (ferrovia Mesolcinese), elettrificata in corrente continua a 1500 V. Dopo la definitiva dismissione da parte della FR, tale segmento è gestito dalla SEFT (Società per Esercizio Ferroviario Turistico di Bellinzona). Dal 1995 solo la porzione di 13 km Castione-Cama è stata ripristinata come ferrovia turistica infine dismessa il 27 ottobre 2013.

### Materiale rotabile

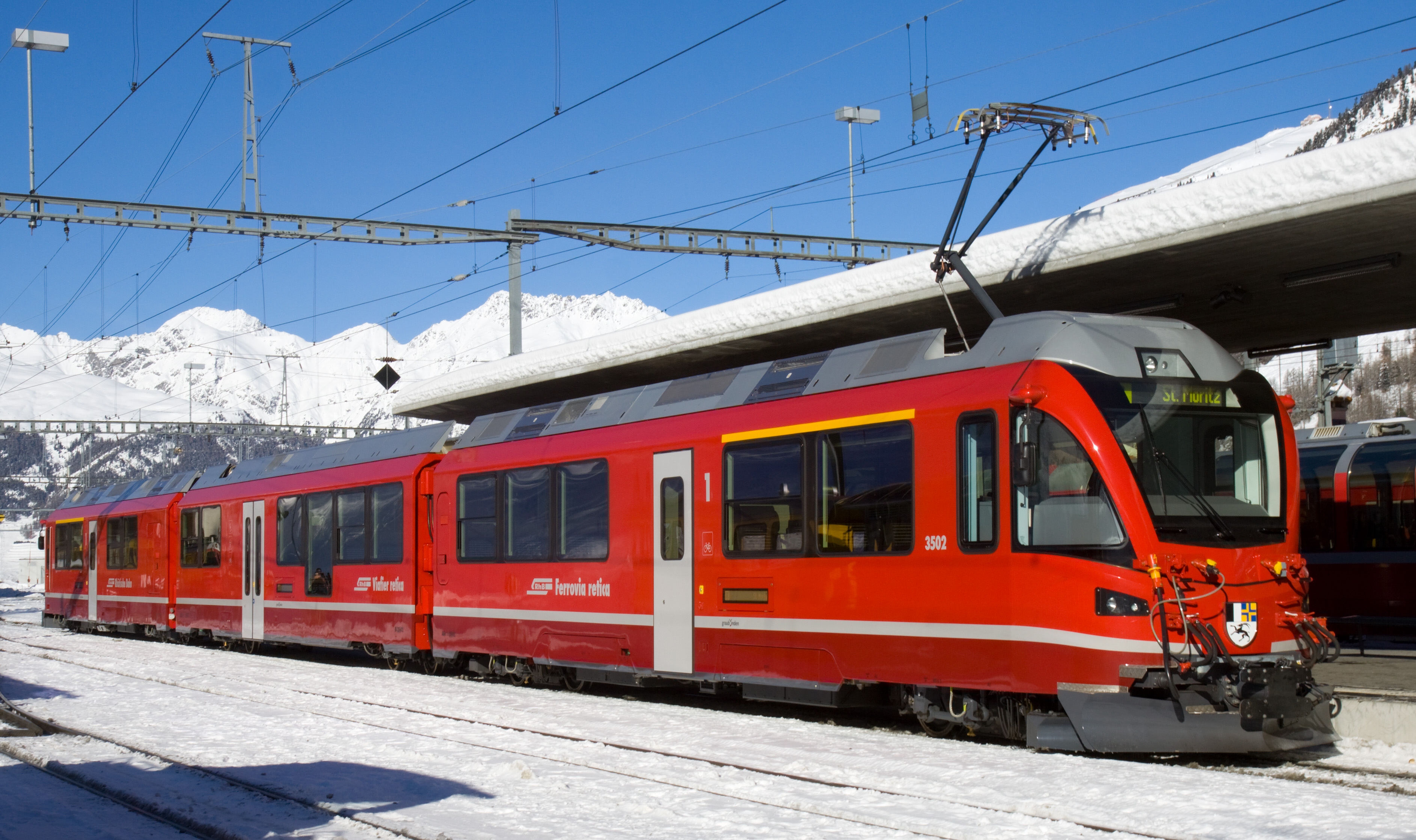
ABe 8/12 della Stadler Rail

I treni della Ferrovia Retica sono noti per avere una livrea sociale caratterizzata dal colore rosso, ma nei primi anni d'esercizio i veicoli erano verniciati di verde, per proteggere l'esterno in legno dalle intemperie e dallo sporco delle locomotive a vapore. Anche le prime locomotive elettriche, come le Ge 2/4 e le Ge 4/6 ebbero una livrea verde che divenne marrone a partire dal 1921, quando furono comprate le Ge 6/6.
Il verde rimase predominante fino al 1980, quando si introdusse il colore rosso su tutte le locomotive e carrozze; l'operazione richiese almeno un decennio per essere completata. I veicoli provenienti dalla BerninaBahn ebbero una colorazione gialla fino agli anni Sessanta.
Locomotive:
- Ge 6/6 I
- Ge 6/6 II
- Ge 4/4 I
- Ge 4/4 II
- Ge 4/4 III
- Ge 4/4 82 ("Coccodrillo del Bernina")
- Ge 2/4
- Xrotd 9213 (spazzaneve a vapore in servizio dal 1910)[17]

Automotrici ed autotreni elettrici:
- ABe 4/4
- ABDe 4/4
- ABe 4/4 I
- ABe 4/4 II
- ABe 4/4 III
- ABe 8/12 3501 – 3515 (Stadler Rail Allegra)
- ABe 4/16 3101 – 3105 (simili agli Allegra, operano nel servizio suburbano di Coira)
- ABe 4/16 3111 – 3137 (Capricorn)

## Galleria d'immagini

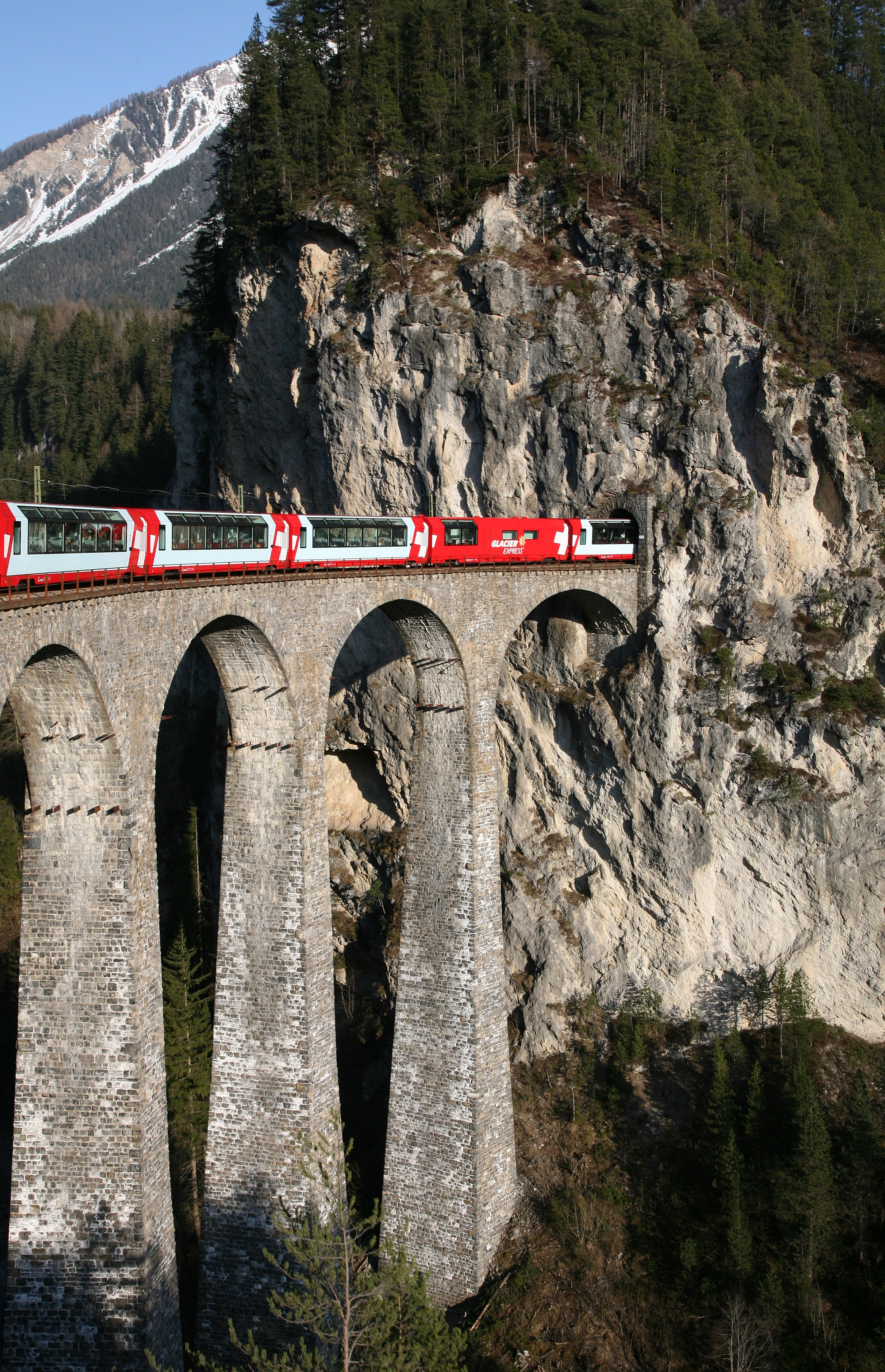
Glacier express
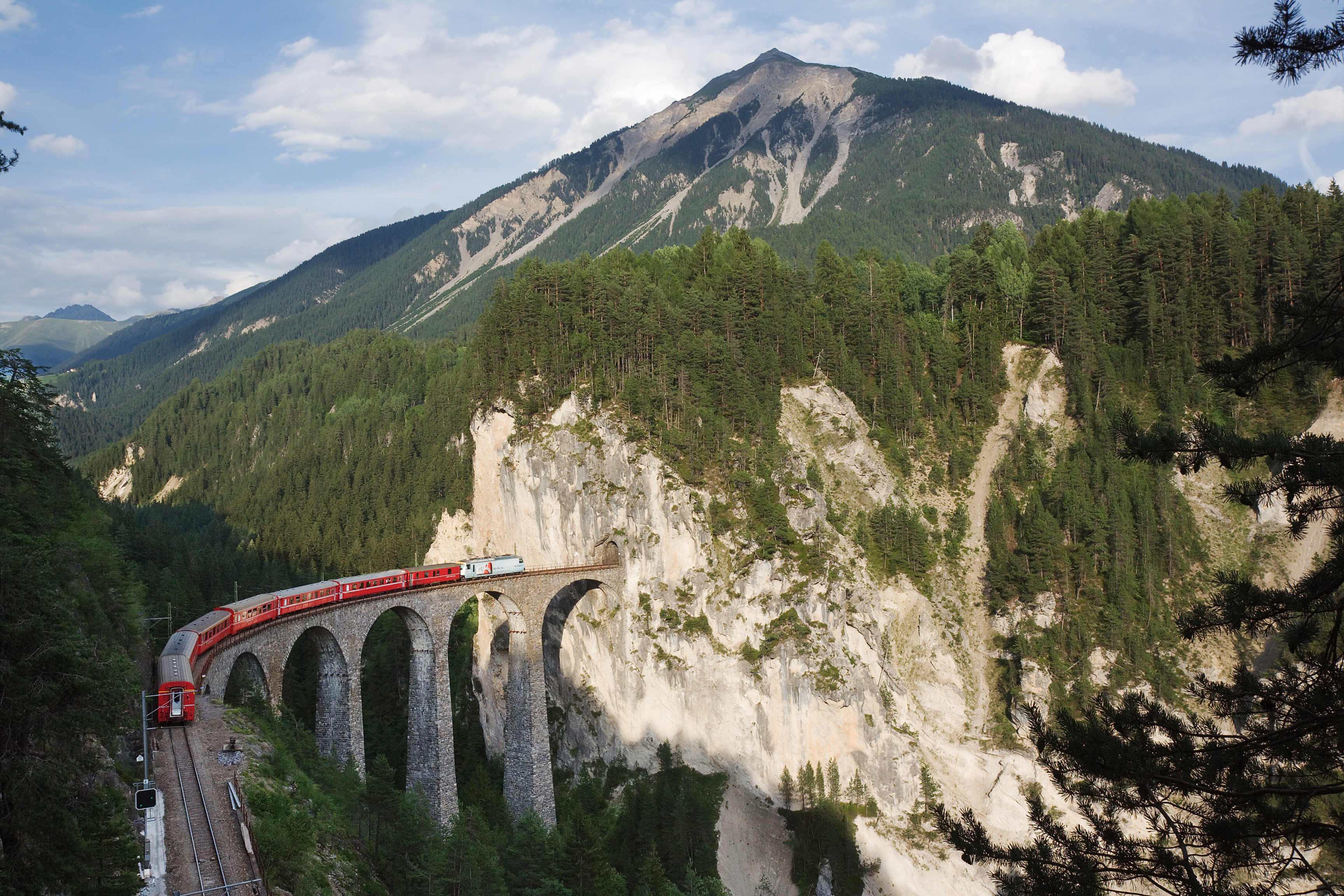
Il celebre viadotto Landwasser
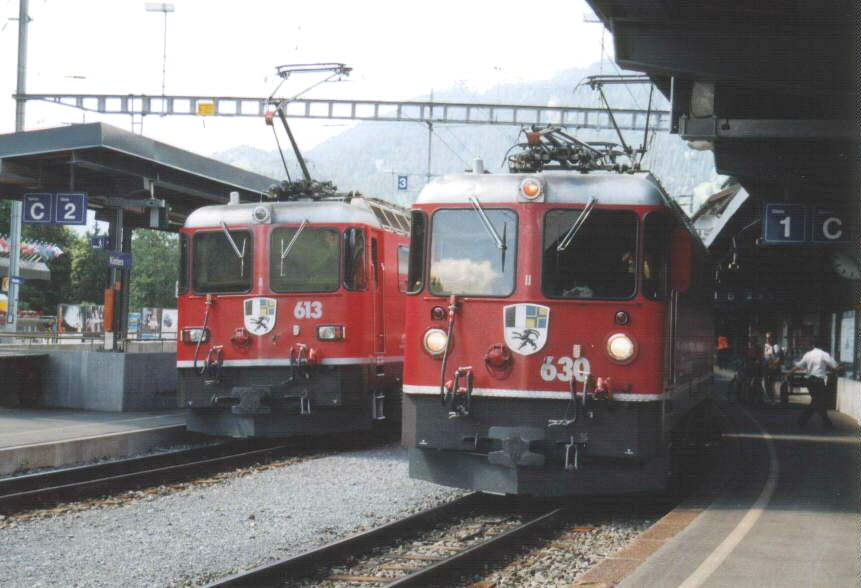
Locomotori della Ferrovia Retica
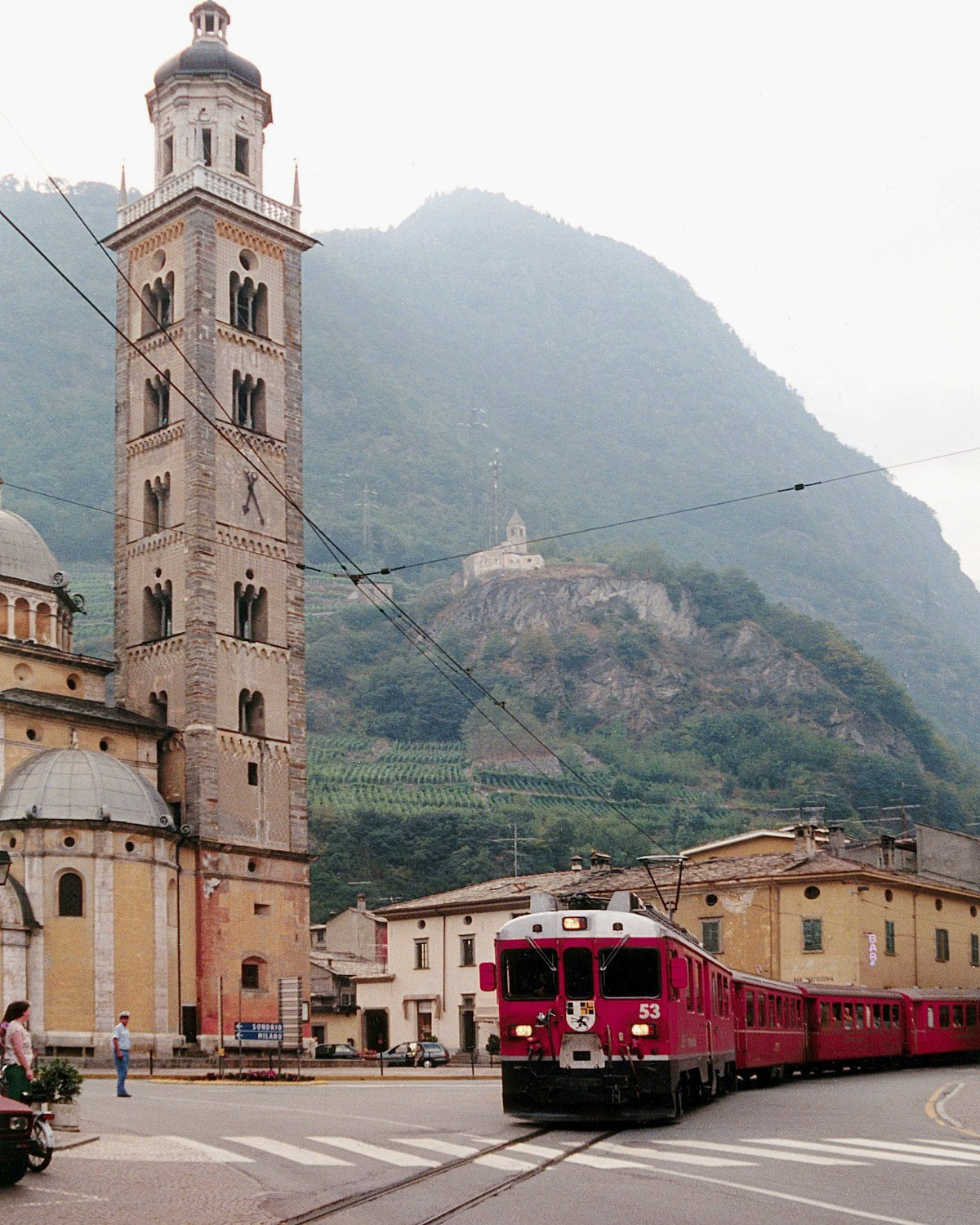
La ferrovia del Bernina a Tirano
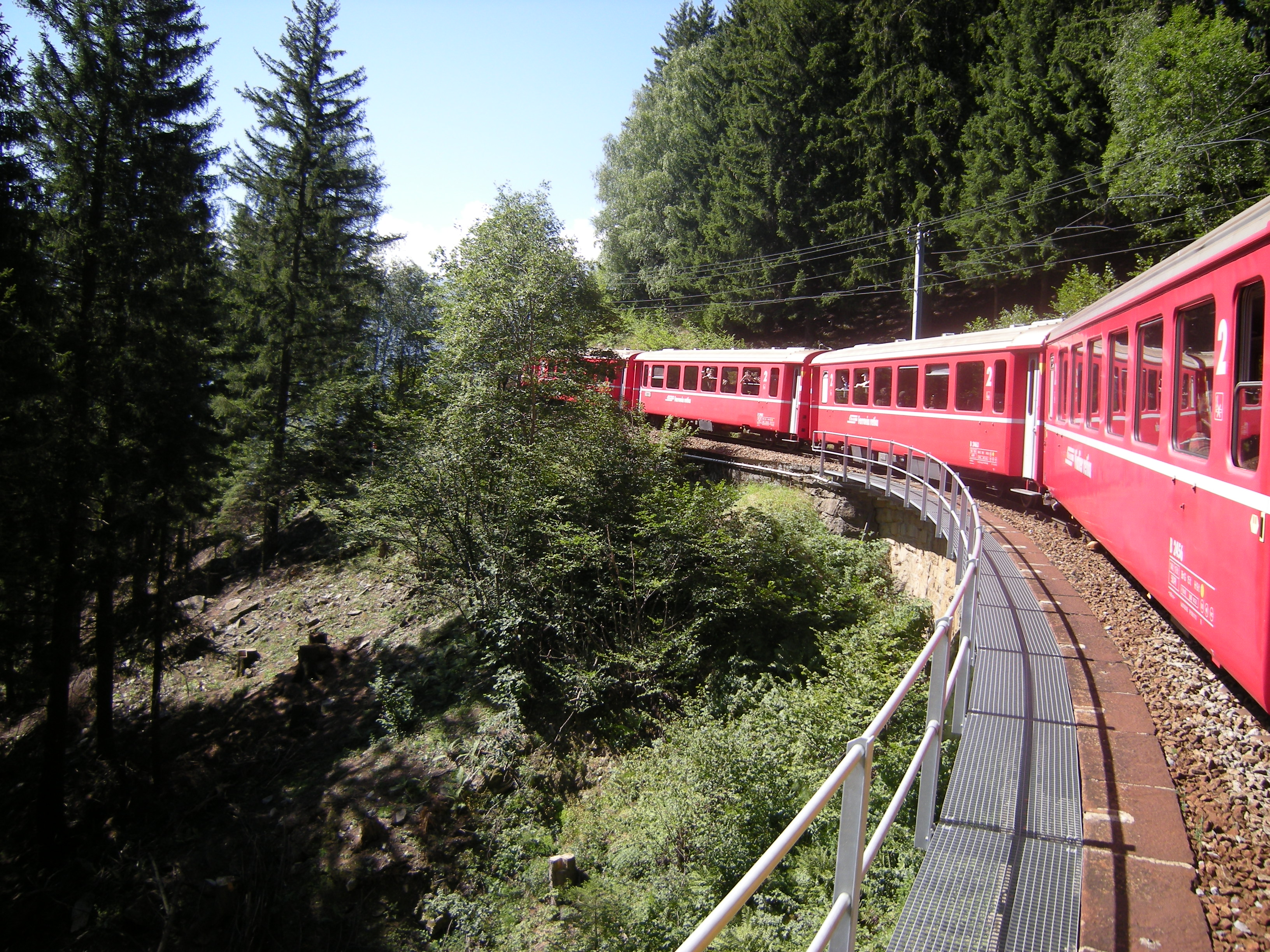
Un tratto del percorso
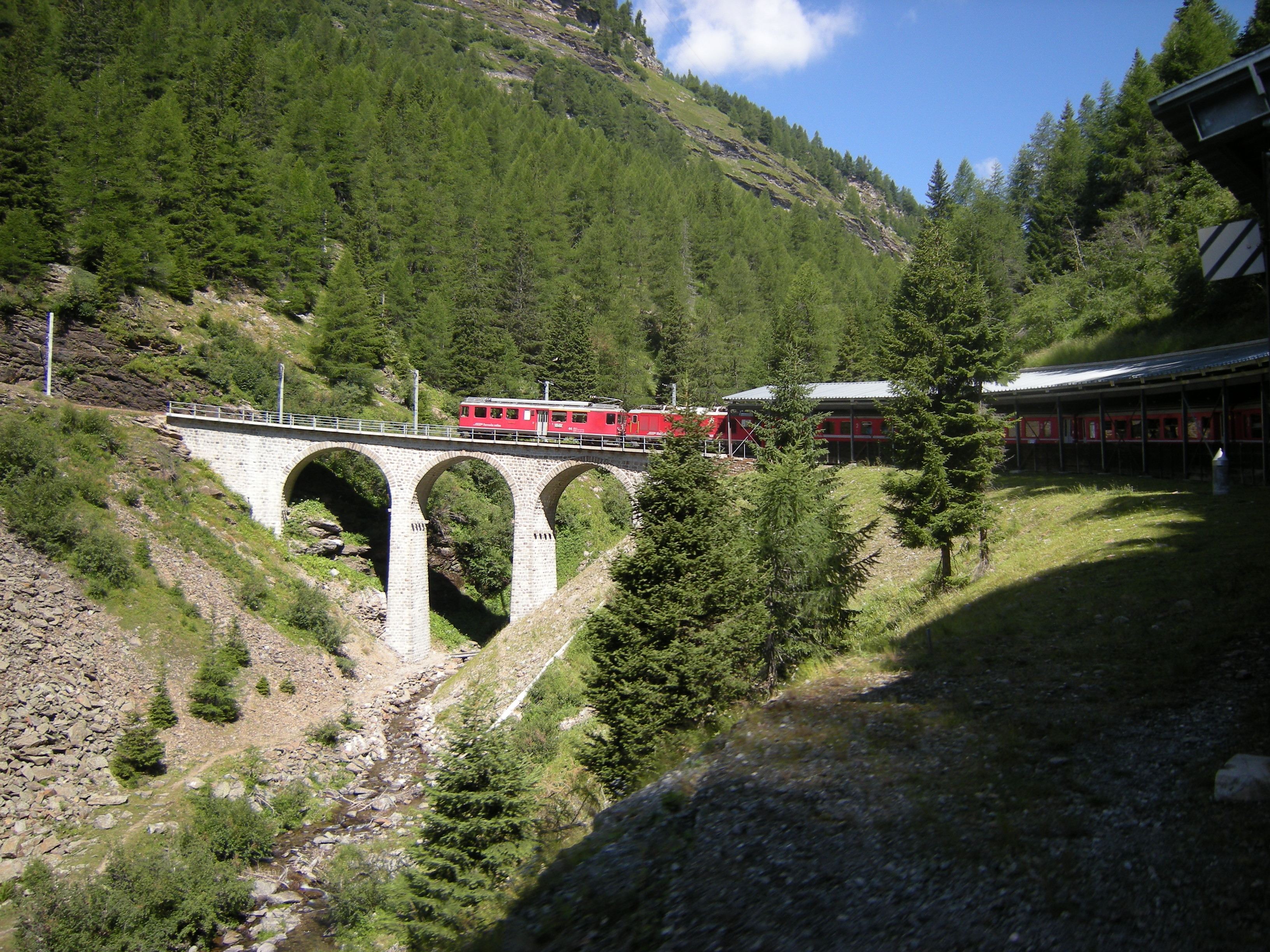
Il ponte durante il tragitto